# Championnats d'Ukraine de tennis de table
Les Championnats d'Ukraine de tennis de table sont une compétition organisée par la Fédération ukrainienne de tennis de table depuis 1992 pour les joueurs de tennis de table ukrainiens, dont les vainqueurs remportent le titre de champion d'Ukraine.

## Histoire
La compétition a lieu chaque année depuis 1992.
Le détenteur du record du nombre de victoires dans la catégorie simple hommes est Kou Lei - 9 fois, dans la catégorie simple femmes Tetiana Bilenko - 7 fois. Selon le nombre total de médailles d'or chez les hommes - Pryshchepa Yevhen - 18, Kou Lei - 15. Chez les femmes -  Tetiana Bilenko a remporté 24 médailles d'or.  Hanna Haponova - 14.

## Palmarès
| Année                                               | Simples            | Simples              | Doubles                                  | Doubles                                 | Doubles                                 | Equipes                                                                                         | Equipes                                                                                          |
| --------------------------------------------------- | ------------------ | -------------------- | ---------------------------------------- | --------------------------------------- | --------------------------------------- | ----------------------------------------------------------------------------------------------- | ------------------------------------------------------------------------------------------------ |
| Année                                               | Hommes             | Femmes               | Hommes                                   | Femmes                                  | Mixte                                   | Hommes                                                                                          | Femmes                                                                                           |
| 1992 (ville)                                        | Oleg Danchenko     | Maryna Kravchenko    |                                          |                                         |                                         |                                                                                                 |                                                                                                  |
| 1993 (ville)                                        | Serhiy Sokolovsky  | Maryna Kravchenko    |                                          |                                         |                                         |                                                                                                 |                                                                                                  |
| 1994 (ville)                                        | Oleg Danchenko     |                      |                                          |                                         |                                         |                                                                                                 |                                                                                                  |
| 1995 (ville)                                        | Oleg Danchenko     |                      |                                          |                                         |                                         |                                                                                                 |                                                                                                  |
| 1996 Kherson                                        | Serhiy Sokolovsky  | Anna Kursakova       | Serhiy Sokolovsky Alexandre Levadny      | Anna Kursakova Olga Shablysta           | Stanislav Gorchkov Tetyana Starkova     |                                                                                                 |                                                                                                  |
| 1997 Oujhorod                                       | Alexandre Levadny  | Olena Kovtun         | Dmitri Prokoptsov Konstantin Rybalchenko | Valentina Chan Olena Shvets             |                                         |                                                                                                 |                                                                                                  |
| 1998 Oujhorod                                       | Serhiy Sokolovsky  | Olena Brus           | Dmitri Prokoptsov Konstantin Rybalchenko | Elena Shapovalova Elena Brus            | Stanislav Gorshkov Ioulia Sinitsyna     |                                                                                                 |                                                                                                  |
| 1999 Lviv                                           | Serhiy Sokolovsky  | Valéria Brekhova     | Youri Matviitchuk Oleksi Sarmatov        | Olena Shapovalova Olga Tsymbalyuk       | Oleksandr Tryhub Valeria Brekhova       |                                                                                                 |                                                                                                  |
| Jeux sportifs panukrainiens d'été 1999 Donetsk      | Stanislav Gorchkov | Olena Kovtun         | Alexandre Levadny Alexeï Sarmatov        | Tatiana Tkacheva Kateryna Smirnova      | Dmitri Prokoptsov Lina Weitzman         | Kiev Serhiy Sokolovskyy Serhiy Nigeruk Oleksandr Tryhub                                         | Région de Kharkiv Olena Kovtun Tetiana Bilenko Olga Sorochynska Natalia Prosvirnina              |
| 2000 Kiev                                           | Serhiy Sokolovsky  | Yana Kokunina        | Serhiy Nigeruk Serhiy Sokolovsky         | Olena Brus Ioulia Sinitsyna             | Yevhen Pryshchepa Inga Yizhakivska      |                                                                                                 |                                                                                                  |
| 2001 Kiev                                           | Dmitri Prokoptsov  | Tatiana Tkachova     | Stanislav Gorshkov Sergueï Sokolovsky    | Natalia Wenger Anastasia Koltsova       | Konstantin Rybalchenko Valéria Brekhova |                                                                                                 |                                                                                                  |
| 2002 Donetsk                                        | Ivan Katkov        | Tetiana Bilenko      | Ivan Katkov Alexeï Sarmatov              | Olena Brus Tetyana Tkachova             | Oleksandr Levadnyi Tetyana Tkachova     |                                                                                                 |                                                                                                  |
| IIe Jeux sportifs panukrainiens d'été 2003 Donetsk  | Oleksandr Didukh   | Tetiana Bilenko      | Ivan Katkov Alexeï Sarmatov              | Tatiana Kouznetsova Anastasia Koltsova  | Oleksandr Tuzhilin Olena Shapovalova    |                                                                                                 |                                                                                                  |
| 2004 Donetsk                                        | Ivan Katkov        | Tatiana Tkachova     | Yevhen Pryshchepa Yaroslav Zhmudenko     | Sinitsyna Yulia Margaryta Pesotska      | Kalachevsky Denis Olena Kovtun          |                                                                                                 |                                                                                                  |
| 2005 Donetsk                                        | Oleksandr Didukh   | Tetiana Bilenko      | Oleksandr Didukh Iaroslav Joudenko       | Elena Kovtoun Anastasia Koltsova        | Oleksandr Didukh Tetiana Bilenko        | Équipe de jeunes                                                                                | région de Kharkiv                                                                                |
| 2006 Dnipro                                         | Oleksandr Didukh   | Tetiana Bilenko      | Viktor Efimov Yevhen Pryshchepa          | Tetiana Bilenko Hanna Haponova          | Margaryta Pesotska Yevhen Pryshchepa    | région de Soumy                                                                                 | région de Kharkiv                                                                                |
| IIIe Jeux sportifs panukrainiens d'été 2007 Donetsk | Yevhen Pryshchepa  | Margaryta Pesotska   |                                          |                                         |                                         | Région de Lviv Oleksandr Didukh Viktor Didukh Mykhailo Trunov Oleg Fomenko                      | Kiev Margaryta Pesotska Evgenia Vasilyeva Valeria Brekhova Valeria Stepanovskaya                 |
| 2008 Donetsk                                        | Kou Lei            | Natalia Alekseenko   | Kou Lei Yaroslav Zhmudenko               | Natalia Alekseenko Olena Kovtun         | Gennady Zakladny Polina Trifonova       | Région de Donetsk Kou Lei Ivan Katkov Oleg Filenko Gueorgui Tychtchenko                         | Région de Donetsk Polina Trifonova Vira Lashko Maria Negulyaeva                                  |
| 2009 Poltava                                        | Kou Lei            | Tetiana Bilenko      | Viktor Didukh Oleksandr Didukh           | Evgenia Vasilieva Valeria Stepanovskaya | Oleksandr Didukh Tetiana Bilenko        | région de Donetsk                                                                               | Région de Kharkiv Hanna Haponova Anna Khramtsova Tatiana Isaeva                                  |
| 2010 Donetsk                                        | Kou Lei            | Polina Trifonova     | Yaroslav Joudenko Viktor Didukh          | Iryna Motsyk Natalia Alekseenko         | Iaroslav Joudenko Yana Joudenko         | Région de Lviv Viktor Didukh Pavlo Berdnyk                                                      | Région de Kharkiv Tetiana Bilenko Hanna Haponova Tetyana Tatyanina                               |
| 2011 Donetsk                                        | Ivan Katkov        | Iryna Motsyk         | Yaroslav Jhmudenko Yevhen Pryshchepa     | Iryna Motsyk Polina Trifonova           | Evhen Prychtchepa Polina Trifonova      | Région de Donetsk Vitaliy Levshin Serhiy Pavlyna Oleg Filenko                                   | Kiev Anastasia Rybka Evgenia Vasilyeva Yana Kokunina Kateryna Bashmakova                         |
| 2012 Donetsk                                        | Kou Lei            | Polina Trifonova     | Kou Lei Yaroslav Zhmudenko               | Polina Trifonova Evgenia Vasilyeva      | Oleksandr Didukh Tetiana Bilenko        | Région de Poltava Ivan Katkov Gennady Zakladny Oleksandr Kovalev                                | Région de Kharkiv Tetiana Bilenko Hanna Haponova Natalia Shchekotikhina                          |
| 2013 Donetsk                                        | Kou Lei            | Tetiana Bilenko      | Kou Lei Yaroslav Zhmudenko               | Polina Trifonova Evgenia Vasilyeva      | Evhen Prychtchepa Polina Trifonova      | Région de Tchernihiv Oleksandr Didukh Oleksandr Belskyi                                         | Région d'Odessa Natalia Alekseenko Hanna Farlandskaya                                            |
| 2014 Donetsk                                        | Kou Lei            | Tetiana Bilenko      | Mykyta Ruban Dmytro Pysar                | Tetiana Bilenko Hanna Haponova          | Oleksandr Didukh Tetiana Bilenko        | Région de Dnipropetrovsk Mykyta Ruban Dmytro Pysar Denys Kalachevsky                            | Région de Kharkiv Tetiana Bilenko Hanna Haponova                                                 |
| 2015 Jovkva                                         | Kou Lei            | Margaryta Pesotska   | Oleksandr Didukh Yevhen Pryshchepa       | Anna Farladanska, Valéria Stepanovska   | Ivan Katkov Hanna Haponova              | Kiev Yevhen Pryshchepa Viktor Efimov                                                            | Région de Kharkiv Tetiana Bilenko Hanna Haponova Tetyana Tatyanina                               |
| 2016 Tchernihiv                                     | Kou Lei            | Evgenia Vasilyeva    | Evhen Pryshchepa Dmytro Pysar            | Zoya Novikova Evgenia Vasilyeva         | Yevhen Pryshchepa Yevheniya Vasilyeva   | Kiev Yevhen Pryshchepa                                                                          | Région d'Odessa Natalia Alekseenko Anna Farladanska Anastasia Yefimova Diana Stygar              |
| 2017 Kiev                                           | sous-développé     | Iryna Motsyk         | Viktor Efimov Kou Lei                    | Anna Farladanska, Natalia Alekseenko    | Alexandre Tuzhilin Hanna Farladanska    | Région de Lviv Oleksandr Didukh Oleksandr Timofeev Rostystal Bily                               | Région de Kharkiv Tetiana Bilenko Hanna Haponova Anna Khramtsova Anastasia Panova                |
| 2018 Tchernihiv                                     | Iaroslav Jhmudenko | Margaryta Pesotska   | Viktor Efimov Kou Lei                    | Veronica Good Solomiya Brateiko         | Yaroslav Joudenko Solomiya Brateiko     | Kiev Yaroslav Jhmudenko Yevhen Pryshchepa Dmytro Pysar                                          | Région de Kharkiv Tetiana Bilenko Hanna Haponova Anna Khramtsova                                 |
| 2019 Tchernihiv                                     | Kou Lei            | Solomiya Brateiko    | Viktor Efimov Yevhen Pryshchepa          | Tetiana Bilenko Hanna Haponova          | Evhen Pryshchepa Tetiana Bilenko        | Kiev Yaroslav Jhmudenko Yevhen Pryshchepa Dmytro Pysar Volodymyr Lushnikov Bohdan Sinkevich     | Kiev Anna Farladanska Natalia Alekseenko Anastasia Dymitrenko Valeria Stepanovska Veronica Bonne |
| 2020 Tchernihiv                                     | Iaroslav Jhmudenko | Solomiya Brateiko    | Yaroslav Jhmudenko Yevhen Pryshchepa     | Solomiya Brateiko Veronica Good         |                                         | Kiev Yaroslav Jhmudenko Yevhen Pryshchepa Oleksandr Tkachenko Kyrylo Yurchenko Bohdan Sinkevich | Kiev Hanna Farladanska Anastasia Dymitrenko Yevhenia Vasilyeva Alina Vydruchenko Olena Pentyuk   |
| 2021 Tchernihiv                                     | Yevhen Pryshchepa  | Solomiya Brateiko    | Yaroslav Jhmudenko Yevhen Pryshchepa     | Solomiya Brateiko Veronica Good         | Viktor Efimov Anastasia Dimitrenko      | Kiev Yaroslav Jhmudenko Yevhen Pryshchepa Anton Limonov Oleksiy Rybka Vadym Hryban              | Kiev Margaryta Pesotska Hanna Farladanska Anastasia Dimitrenko Veronica Good Olena Pentyuk       |
| 2023 Kiev                                           | Viktor Efimov      | Anastasia Dimytrenko | Mykyta Zavada Nazar Tretyak              | Anastasia Dimitrenko Veronica Good      | Andreï Hrebeniouk Anastasia Dymytrenko  | Kiev Yaroslav Zhmudenko Anton Limonov Oleksiy Rybka Yevhen Kopot Nazariy Solodkyy               | Kiev Solomiya Brateiko Anastasia Dimitrenko Margaryta Pesotska Hanna Haponova Tetiana Bilenko    |
| 2024 Kiev                                           | Mykyta Zavada      | Solomiya Brateiko    | Mykyta Zavada Nazar Tretyak              | Anastasia Dymitrenko Solomiya Brateiko  | Andreï Hrebeniouk Anastasia Dymytrenko  | Kiev Yaroslav Zhmudenko Anton Limonov Oleksiy Rybka Dmytro Yaremchuk Nazar Petukh               | Kiev Solomiya Brateiko Anastasia Dymitrenko Margaryta Pesotska Iolanta Evtodiy Olena Pentyuk     |
| 2025, Kiev                                          | Anton Molochko     | Solomiya Brateiko    |                                          |                                         |                                         |                                                                                                 |                                                                                                  |